# Pingasa elutriata
Pingasa elutriata là một loài bướm đêm trong họ Geometridae.